# نوفو سینماس
نوفو سینماس (انگلیسی: Novo Cinemas) شرکت سینماهای زنجیره‌ای اماراتی است، که در سال ۲۰۰۰ تأسیس شد.